# Bobby Sharp
Robert „Bobby“ Sharp (* 26. November 1924 in Topeka, Kansas; † 28. Januar 2013 in Alameda, Kalifornien) war ein US-amerikanischer Musiker (Piano, Gesang) und Songwriter, der unter anderem den Song Unchain My Heart schrieb.

## Leben und Wirken
Sharp verbrachte seine Kindheit in Lawrence (Kansas), bevor er nach Los Angeles zog, wo er während der Großen Depression bei seinen Großeltern lebte, während seine Eltern Louis und Eva Sharp in New York eine Karriere als Konzerttenor bzw. als Sportlerin anstrebten. 1936, mit zwölf Jahren lebte er wieder bei seinen Eltern in New York City. Ihre Wohnung in der Edgecombe Avenue auf Harlems Sugar Hill war Treffpunkt prominenter Figuren der Harlem Renaissance; hierzu gehörten Walter White, der Gründer der Bürgerrechtsorganisation NAACP, Roy Wilkins, langjähriger NAACP-Vorsitzender und Aaron Douglas, ein ebenfalls aus Topeka stammender afroamerikanischer Künstler. In unmittelbarer Nachbarschaft wohnte Duke Ellington.
1943 diente Sharp in der US-Armee im 372nd Infantry Regiment, das in New York bzw. Fort Breckenridge (Kentucky) stationiert war. Nach seiner Entlassung aus der Armee studierte er Musik an der Greenwich House Music School und anschließend an der Manhattan School of Music Harmonielehre, Musiktheorie und Piano. Ein wichtiger Mentor war in dieser Phase der Bandleader Sy Oliver, ein Freund der Familie Sharp. In den folgenden Jahren versuchte Sharp am Broadway und der Tin Pan Alley eigene Songs zu verkaufen; ein erster Erfolg war 1956 Baby Girl of Mine, den er mit Orchesterbegleitung für das Label Wing einspielte und der später von Ruth Brown gecovert wurde. Den Song Last Night in the Moonlight nahm er unter eigenem Namen für das kleine Label Destiny auf.  1960 schloss er einen Plattenvertrag mit Epic Records ab.
In den 1950er und 1960er Jahren wurden seine Songs u. a. von Sarah Vaughan, Sammy Davis, Jr. und vor allem von Ray Charles aufgenommen. Dieser spielte 1961 die erste Version von Sharps bekanntestem Lied Unchain My Heart ein, dem Coverversionen von Trini Lopez und Joe Cocker (1987) folgten. Bobby Sharp hatte die Urheberrechte des Lieds für lediglich  $50 an den Musiker und Komponisten Teddy Powell verkauft, der daraufhin auf seiner Miturheberschaft bestand. 1963 verkaufte Sharp seinen Anteil für lediglich $1.000 an Powell. 1987 erneuerte Sharp das Verwertungsrecht an dem Song, kurz bevor ihn Joe Cocker erfolgreich coverte.
Sharp war daneben als Musiker bei Benny Carter und Jimmie Lunceford tätig; außerdem als Sessionmusiker für Songwriter wie Charlie Singleton, Leslie McFarland, Jerry Teifer, Aaron Schroeder, Mel Glazer sowie Dan und Marvin Fisher. Die Freundschaft mit dem Schriftsteller James Baldwin mündete in den Song Blues for Mr. Charlie, der den Rassismus in den Vereinigten Staaten thematisierte. In den 1980er Jahren zog er sich aus dem Musikgeschäft zurück und lebte in Alameda (Kalifornien), wo er als Drogenberater für das Westside Community Mental Health Center in San Francisco tätig war, bevor er sich 1988 endgültig zur Ruhe setzte. 2004 arbeitete er mit der Jazzsängerin Natasha Miller, die ein Album mit seinen Liedern einspielte, I Had a Feelin': The Bobby Sharp Songbook. 2005 kehrte er kurz ins Musikbusiness zurück, um mit 81 Jahren sein Debütalbum The Fantasy Sessions vorzustellen, auf dem er seine Songs selbst interpretierte.
Der Songwriter ist nicht mit dem aus Cincinnati stammenden Jazzschlagzeuger Bobby Sharp zu verwechseln.